# Gastó Castelló i Bravo
Gastó Castelló i Bravo   (Alacant, 3 de novembre de 1903 - Alacant, 16 de maig de 1986) va ser un escultor, pintor i artista foguerer, considerat el pioner de l'estètica alacantina.
Deixeble de Gonçal Cabrera i Cantó, com a pintor obtingué la medalla d'argent a les exposicions alacantines del 1951 i 1954. Realitzà una abundant obra mural i mosaics a diversos llocs d'Alacant, destacant-ne el de l'església de Nostra Senyora de Gràcia, el de la Caixa d'Estalvis d'Alacant o el de l'antiga Estació d'Autobusos.
Pel que fa a la seua incursió en les Fogueres d'Alacant, Gastó Castelló començarà a gaudir de popularitat amb els seus cadafals amb una línia avantguardista des de principis de la dècada de 1930. Tot i que estes obres es consideren generalment l'inici de l'estètica alacantina, cal notar que a Alcoi, Oriola, però també a València es realitzen per estes dates cadafals amb esta estètica. Els cadafals de Gastó Castelló destacaren per ser els primers a oferir una monumentalitat coherent, creada a partir de grans volums combinats amb harmonia, jugant amb les geometries i combinant frontals divergents i amb jocs de simetries.
Durant els anys 1979 a 1983 José Ramón Clementeva realitzar una col·lecció d'audiovisuals filmats en super-8 per a l'antecessor de l'actual Institut Alacantí de Cultura Juan Gil-Albert, com a protagonistes -a més del mateix Castelló- a Miquel Abad Miró, Manuel Baeza, Vicente i Daniel Bañuls, José Antonio Cía Martínez, M. González Santana, Polín Laporta, Sixto Marco Marco, Enrique Lledó, José Pérez Gil, F. Pérez Pizarro, R. Ruiz Morante i Emilio Varela.
En l'actualitat té un carrer dedicat al barri de la Mare de Déu del Remei d'Alacant.

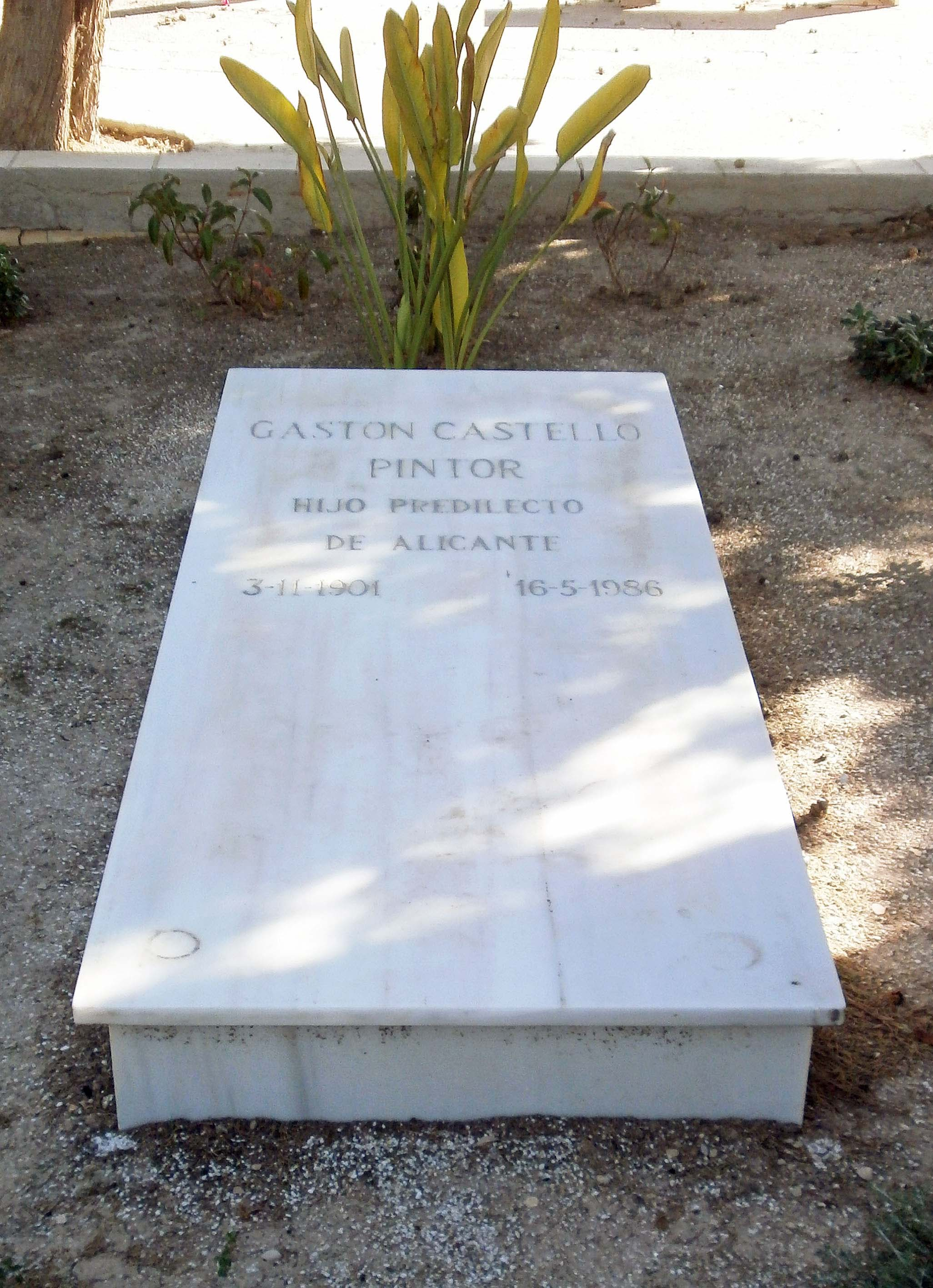
Tomba de Gastó Castelló a Alacant.